# Digimon world: amanecer y anochecer
Digimon world: Amanecer y Digimon World: Anochecer, fueron originalmente  lanzado como Digimon Story: Resplandor Solar & Luz Lunar(デジモンストーリー サンバースト&ムーンライト, Dejimon Sutōrī Sanbāsuto & Mūnraito) en Japón, son dos juegos de role-play para la Nintendo DS desarrollados por B.B. Studio Co., Ltd. (BEC) y lanzados en Japón el 29 de marzo de 2007 y en América del Norte el 18 de Septiembre de 2007. Los dos juntos, sirven como la segunda entrega de la serie de Digimon Story, parte de la franquicia, aún más grande, de Digimon. En contraste con su título, los juegos no forman parte de la serie de Digimon World.

## Narrativa
Un virus desconocido causa un terremoto en los distritos SunShine y DarkMoon, dañando los puntos de acceso al mundo digital y degenerando a muchos digimon a huevos. La historia cambia dependiendo de la versión del juego, en Atardecer el jugador maneja a un domador Light Fang de ciudad SunShine y en el Anochecer el jugador controla a un domador Night Crow de ciudad DarkMoon, para resolver los misterios tras los sucesos.
El juego también incluye a los personajes Marcus Damon, Thomas H. Norstein, Yoshino Fujieda y Keenan Crier, personajes de la Digimon Data Squad.

## Gameplay
Como con Digimon World Ds, Atardecer y Oscuridad se trata de un juego individual sin modo multijugador, controlas a uno de los Domadores protagonistas, dependiendo de la versión del juego en la que estés jugando.
El juego introduce también cambios, como nuevos Digimon añadidos a la franquicia, Digievolución por ADN e incluso combinación entre estos si tienen las mismas estadísticas.

## Desarrollo
Es una continuación del juego Digimon World Ds. Fue desarrollado por BEC en Japón.  Los títulos ingleses fueron confirmados el 16 de mayo de 2007. El juego fue anunciado en una pequeña cabina en la E3 (Electronic Entertainment Expo).

## Recepción
Digimon World Dawn y Dusk han obtenido diferentes críticas y recibimientos. En Metacritic, Dawn mantiene una nota de 68/100 sobre 8 críticas y Dusk mantiene un 67/100 sobre 10 críticas.
En IGN (Imagen Games Network) mantiene una nota de 7/10.
En GameSpot ha recibido una crítica de 6/10.